# Wapen van Aruba
Het wapen van Aruba is het officiële wapen van Aruba. Het wapen werd voor het eerst vastgesteld bij eilandsbesluit van 15 november 1955 nr. 9113. Voor het ontwerp had het Bestuurscollege van Aruba een prijsvraag uitgeschreven en was hiermee de eerste van de zes eilanden van de Nederlandse Antillen die een wapen in gebruik nam. Het wapenschild is een wettelijk erkend nationaal symbool van Aruba.

## Beschrijving
De beschrijving luidt als volgt:
1. Het wapen is een schild in de kleuren azuur, goud, sinopel, keel en zilver, gedeeld en doorsneden door een zilveren kruis.2. Het linker bovenvlak van het schild is in azuur en bevat een gouden aloëplant; het rechter bovenvlak is in goud en bevat een drie-hoekige berg in sinopel uitkomend uit zes gegolfde dwarsbalken, afwisselend van bovenaf in azuur en zilver; het linker ondervlak is in goud en bevat twee in een geslagen handen in keel; het rechter ondervlak is in keel en bevat een kamrad van zilver. Het schild wordt gedekt door een liggende leeuw in keel en is aan de onderzijde omkranst door twee aaneengebonden lauriertakken in sinopel.
Het wapen bestaat uit een gevierendeeld schild met de volgende elementen.
1. Het eerste kwartier toont op azuur een aloëplant in goud.
2. Het tweede kwartier toont op goud een driehoekige berg in sinopel die oprijst uit zes gegolfde dwarsbalken van azuur en zilver.
3. Het derde kwartier toont op goud twee ineengeslagen handen in keel.
4. Het vierde kwartier toont een zilveren tandwiel in keel.
5. Een zilveren kruis verdeeld het schild in vier kwartieren.

Het schild wordt gedekt door een liggende leeuw in keel. Het schild is aan de onderzijde omkranst door twee samengebonden lauriertakken in sinopel.

## Symboliek
De aloëplant is een historische inkomstenbron. De berg staat voor de Hooiberg, een vulkanische formatie in het midden van het eiland. De schuddende handen staan voor de goede relaties van Aruba met de rest van de wereld. Het tandrad symboliseert de industrie als huidige inkomstenbron. 
De leeuw staat voor kracht en generositeit. Het symboliseert tevens de band met het Koninkrijk der Nederlanden. De lauriertakken zijn traditionele symbolen van vrede en vriendschap. Het kruis symboliseert geloof en toewijding.
Het wapen is in 1955 ontworpen door het 'Atelier voor Heraldische Kunst J.W.V. Posthumus' gevestigd te Amsterdam.